# Михайлов, Андрей Дмитриевич
Андрей Дмитриевич Михайлов (28 декабря 1929 — 27 сентября 2009) — советский и российский литературовед, член-корреспондент РАН с 1994. Заведующий отделом Института мировой литературы им. А. М. Горького РАН, доктор филологических наук (1978). Член, с 2006 года — председатель редакционной коллегии серии «Литературные памятники».

## Биография
Родился в Москве в семье авиационного инженера. В 1947—1949 годах учился в МАИ, с 1950 года — на филфаке МГУ, окончил филологический факультет МГУ (1955). В 1965 году защитил кандидатскую диссертацию «Жоашен Дю Белле: этапы творческого пути», в 1977 году — докторскую диссертацию «Французский рыцарский роман и вопросы типологии жанра в средневековой литературе». С 1961 года работал в ИМЛИ, с 1992 года заведовал там отделением классических литератур Запада и сравнительного литературоведения.
Лауреат премии им. А. Н. Веселовского РАН (1997).
Жена — лингвист, член-корреспондент РАН Т. М. Николаева (1933—2015).
Похоронен на Введенском кладбище (23 уч.).

## Область научных интересов
Западноевропейская литература от средних веков до первой половины XX в., сравнительное литературоведение, текстология, издательское дело.
Занимался широким кругом вопросов изучения литератур Средневековья (французской, итальянской, английской и др.). Внёс вклад в изучение литературы эпохи Возрождения, в том числе творчества Петрарки, Боккаччо, Рабле, Ронсара и др. Особый интерес проявлял к проблематике переходных эпох, в частности переходу от средних веков к Возрождению и от Возрождения к XVII в.
Один из крупнейших отечественных исследователей творчества Марселя Пруста.

## Основные научные труды
- Французский рыцарский роман и вопросы типологии жанра в средневековой пародии и сатире (1976)
- Старофранцузская городская повесть (фаблио) и вопросы специфики средневековой пародии и сатиры (1986)
- Французский героический эпос. Вопросы поэтики и стилистики. — М.: Наследие, 1995.
- От Франсуа Вийона до Марселя Пруста: Страницы истории французской литературы Нового времени (XVI—XIX века). — Т. 1. — М.: Языки славянских культур, 2009. — 472 с.
- От Франсуа Вийона до Марселя Пруста: Страницы истории французской литературы Нового времени (XVI—XIX века). — Т. 2. — М.: Языки славянских культур, 2010. — 624 с.
- До Франсуа Вийона, до Марселя Пруста. — Т. 3. — М.: Языки славянских культур, 2011. — 552 с.
- Поэтика Пруста. — М.: Языки славянских культур, 2012. — 504 с.